# Confusion de peines
 (juin 2024).
En droit pénal français, la confusion de peines est un mécanisme juridique permettant de cumuler des peines prononcées dans deux procédures distinctes, tout en respectant le maximum légal prévu par la loi.
Le concours réel d'infractions se produit lorsqu'une personne est poursuivie pour plusieurs infractions dans le cadre d'une même procédure. Les points clés de ce mécanisme sont les suivants :
- Les juges ne peuvent pas prononcer une peine supérieure à la peine maximale prévue pour l'infraction la plus sévèrement sanctionnée[2].
- La confusion de peines permet d'exécuter ces peines de manière simultanée, absorbant la peine la plus faible par la peine la plus forte[1].

## Confusion de peine facultative
L'article 132-4 du Code pénal français dispose que, « Lorsque, à l'occasion de procédures séparées, la personne poursuivie a été reconnue coupable de plusieurs infractions en concours, les peines prononcées s'exécutent cumulativement dans la limite du maximum légal le plus élevé ». Les dispositions spécifiques incluent :
- La possibilité pour la dernière juridiction de prononcer la confusion totale ou partielle des peines de même nature.
- Les juges peuvent ordonner la confusion de peines si la limite du maximum légal n'est pas atteinte[4].

### Opportunité juridique
La confusion de peines permet d'absorber la peine la plus faible par la peine la plus forte, tout en respectant les limites légales du Code pénal.